# Qiupalong
Qiupalong is een geslacht van theropode dinosauriërs, behorend tot de groep van de Maniraptoriformes, dat tijdens het late Krijt leefde in het gebied van het huidige China.

## Naamgeving en vondst
De typesoort Qiupalong henanensis is in 2010 benoemd en beschreven door Xu Li, Yoshitsugu Kobayashi, Lü Junchang, Lee Yuongnam, Liu Yongqing, Kohei Tanaka, Zhang Xingliao, Jia Songhai en Zhang Jiming. De geslachtsnaam verwijst naar de Qiupaformatie en verbindt deze verwijzing met een Chinees long, "draak", de gebruikelijke aanduiding in die taal voor een dinosauriër. De soortaanduiding verwijst naar de provincie Henan.
Het fossiel, holotype HGM 41HIII-0106, is tijdens opgravingen vanaf 2006 in het district Luanchuan gevonden in het Tantoebasin, in een laag van de Qiupaformatie die volgens de beschrijving dateert uit het Campanien, maar later is gezien als uit het late Maastrichtien. Het bestaat uit twee gedeeltelijke skeletten zonder schedel. Een groot exemplaar omvat het linkeronderbeen inclusief middenvoet en het tweede kootje van de tweede teen. Per abuis meldt het beschrijvende artikel in een opsomming dat juist het rechteronderbeen bewaard is gebleven. Daarnaast is er een tweede exemplaar gevonden, van een kleiner dier, omvattende het grootste deel van een bekken waaronder de rechterbekkenhelft en fragmenten van de linkerbekkenhelft, en het vierde kootje van de derde teen. Beide skeletten zijn gevonden in dezelfde groeve van drie bij twee meter.
In 2017 werden vondsten uit Canada toegewezen aan een Qiupalong sp. Het betreft CMN 8902, een in 1921 door Charles Mortram Sternberg gevonden skelet zonder schedel dat eerder was toegewezen aan Ornithomimus altus en UALVP 53595, een vergroeid sprongbeen met hielbeen. UALVP 52861, een voetklauw, werd toegewezen aan een cf. Qiupalong sp. Een probleem hierbij is dat de Canadese lagen tot tien miljoen ouder kunnen zijn dan de Chinese vondsten.

## Beschrijving
Qiupalong is een vrij kleine tweevoetige alleseter met een lengte van ongeveer tweeënhalve meter. De beschrijvers wisten twee unieke afgeleide eigenschappen, autapomorfieën vast te stellen: de achterste bovenste gewrichtsknobbel van het scheenbeen heeft aan de buitenste zijkant een deuk; op het raakvlak tussen het sprongbeen en het calcaneum bevindt zich een putje.
Het schaambeen is recht en maakt een scherpe hoek met zijn verbrede uiteinde, dat maar weinig naar voren uitsteekt. Het scheenbeen heeft een lengte van 384 millimeter. De middenvoet is nogal lang met een lengte van zo'n vijfentwintig centimeter en sterk arctometatarsaal: het derde middenvoetsbeen is bovenaan zo sterk toegeknepen dat het van het voorste oppervlak gedrongen wordt. De teenklauwen zijn tamelijk sterk gekromd.

## Fylogenie
De beschrijvers voerden een exacte cladistische analyse uit met als uitkomst dat Qiupalong een afgeleide positie had in de Ornithomimidae en samen met de Noord-Amerikaanse Struthiomimus altus en Ornithomimus edmontonicus (= Dromiceiomimus) een klade vormde, een bewijs voor een verbinding in die tijd tussen Azië en Laramidia. Qiupalong is de eerste Aziatische ornithomimide die buiten de Gobiwoestijn gevonden is en daarmee ook de meest zuidelijke van dat continent.
Mochten de toewijzingen uit Canada correct zijn dan is Qiupalong ook de eerste ornithomimosauriër die zowel uit Azië als Noord-Amerika bekend is. Gezien de hogere ouderdom van de Canadese lagen werd in 2018 een oorsprong in Noord-Amerika verondersteld.